# Abaris (Hyperborea)
Abaris Hyperboreán (starořecky Ἀβάρις Ὑπερβορέος – Abaris Hyperboreos) je postava z řecké mytologie. Byl knězem boha Apollóna. Na základě zmínek by žil někdy mezi 8. a 6. stoletím před naším letopočtem.
Nejstarší zmínka o něm je u Pindara, podle kterého byl Abaris současníkem krále Kroisa panujícího v 6. století nad Lýdií. Další zmínka je u Hérodota, podle kterého pocházel z Hyperborey, ale sám Hérodotos jej považoval za nehistorického a zmiňoval, že nepotřeboval jíst a chodil se šípem (znakem Apollóna). Podle Hérakleida Pontského na šípu dokonce létal. Jako Hyperboreána jej uvádí i Platón v dialogu Charmidés, podle kterého léčil kouzly. Podle Pausania vystavěl ve Spartě chrám Persefoně.
Mezi novověké zpracování jeho příběhu patří opera Les Boréades francouzského skladatele Jeana-Philippa Rameaua z 18. století.